# 護衛司令部
護衛司令部（ごえいしれいぶ、朝鮮語:호위사령부）とは、朝鮮民主主義人民共和国の最高指導者（金正恩）の身辺警護、首都である平壌直轄市の国防を主管する機関。正式名称は過去の護衛総局に戻った可能性もあるが真相は不明である。
組織上、国防省の傘下機関となっているが、国防省、国家保衛省、社会安全省等と同様に、独立機関として朝鮮労働党の直接統制を受けている。党組織指導部が護衛司令部に対する指揮・指導を担当し、党組織指導1部1課が警護事業の関連指針下達とこれに対する護衛司令部からの報告を受けている。

## 歴史
護衛司令部は、1960年代以前から労働党護衛局の形態で存在するが、1980年代に護衛司令部に発展し、1983年には、平壌防御司令部（平防司）、平壌警備司令部（警備司）等を全て統合指揮する兵力12万の護衛総局に巨大化した。一部資料によれば、1990年代以降（金日成死後）、再び平防司、警備司等を分離して、護衛司令部体制に戻ったという。

## 組織
護衛司令部隷下には、直轄兵力以外にも、重武装部隊である2個師団と2個旅団が所属しているという。
- 第1総局：護衛計画及び組織と護衛業務の総括指導。
- 第2総局：護衛行事に調達する物資生産と専用別荘の管理
- 第3総局：護衛司令部隷下機関の物資供給
- 第4総局：党総書記兼国務委員会委員長（金正恩）の専用別荘工事等
- 第223処：錦繍山議事堂管理
- 第55処：戦時指揮所
- 護衛部：
  - 第1護衛部：過去、金日成生存時には金日成担当
  - 第2護衛部：過去、金日成生存時には金正日担当
  - 第3護衛部：内閣総理以上に対する身辺警護及び副総理級以上の住宅、内閣庁舎及び議事堂、経理部庁舎、錦繍山太陽宮殿傘下のソウンポ温室農場、平壌牧場、4.18特殊食料工場等の警備
  - 第4護衛部：外国首班等、その他重要人物の護衛業務担当
  - 行事安全部
  - 列車護衛部
  - 警備運輸部